# یشیل‌کول
یَشیل‌کول (تاجیکی: Яшилкӯл) یک دریاچه آب شیرین در ولایت مختار کوهستان بدخشان، در جنوب شرق تاجیکستان است. این دریاچه در حدود ۱۳۰ کیلومتری خاروغ، مرکز استان، واقع شده‌است.
یشیل‌کول در بخش بالایی دره گُنت در کوهستان پامیر واقع شده و ۳۶۰۰ هکتار مساحت دارد. بیشینه عمق آن ۵۲ متر است. یشیل‌کول در یک کیلومتر و نیمی دریاچه مشابهی به نام بولون‌کول قرار دارد و هر دوی این دریاچه‌ها با چندین تالاب و هم‌چنین ریگزار احاطه شده‌اند. ناحیه این دو دریاچه و پیرامون آن‌ها از زیستگاه‌های مهم پرندگان است.